# David Medié Jiménez
David Medié Jiménez (Sabadell, Barcelona, España, 24 de agosto de 1984) es un árbitro de fútbol español de la Primera División de España.

## Trayectoria
Tras cinco temporadas en Segunda División, donde dirigió 101 partidos, consigue el ascenso a la Primera División de España junto al colegiado castellano-manchego Javier Alberola Rojas y al colegiado asturiano Pablo González Fuertes.
Debutó el 21 de agosto de 2017 en Primera División en un Málaga Club de Fútbol contra el Sociedad Deportiva Eibar (0-1).

## Temporadas
| Categoría            | País   | Año       | Partidos |
| -------------------- | ------ | --------- | -------- |
| Segunda División "B" | España | 2009-2011 | 42       |
| Segunda División     | España | 2012-2017 | 102      |
| Primera División     | España | 2017-     | 33       |

En la temporada 2020/2021 pasa a formar parte del cuerpo específico de VAR

## Premios
- Silbato de Oro de Segunda División (1): 2014